# Caia van Maasakker
Caia van Maasakker (La Haya, 5 de abril de 1989) es una jugadora de hockey sobre césped neerlandesa. Desde el año 2012 hasta 2020 ha conseguido un total de tres medallas olímpicas, 2 de ellas de oro.